# 尹昌衡墓
尹昌衡墓位於四川省成都市彭州市，文物遺址年代判定為清至民國。2012年7月16日公佈為第八批四川省文物保護單位。
尹昌衡祖宅故居位於四川省成都市彭州市升平鎮昌衡村三組。尹昌衡故居占地36畝，含尹昌衡誕生地故居遺址、老井、尹公夫婦墓園、尹公家屬墓、尹昌衡祖宅故居紀念館、尹昌衡詩碑廊、共和文化廣場和紀念群雕等，現已被列為彭州愛國主義教育基地。